# Андерсон, Джон (футболист, 1959)
Джон Андерсон (англ. John Christopher Patrick Anderson; род. 7 ноября 1959, Дублин) — ирландский футболист. Играл на позиции защитника.

## Биография

### Клубная карьера
Воспитанник футбольной школы клуба «Вест Бромвич Альбион».
Во взрослом футболе дебютировал в 1979 году выступлениями за команду «Престон Норт Энд», в которой провел три сезона, приняв участие в 51 матче чемпионата.
В 1982 году на правах свободного агента перешёл в клуб «Ньюкасл Юнайтед», за который сыграл 9 сезонов. Большинство времени, проведенного в составе «Ньюкасл Юнайтед», был основным игроком защиты команды. Завершил профессиональную карьеру футболиста выступлениями за эту же команду в 1991 году

### Карьера за сборную
Дебют за национальную сборную Ирландии состоялся 26 сентября 1979 года в товарищеском матче против сборной Чехии (1-4). Всего Андерсон провёл за сборную 16 матчей и забил 1 гол.
Был включен в состав сборной на чемпионат Европы 1988 в Германии, но там не сыграл ни одного матча.

### Гол за сборную
| Дата            | Место                 | Соперник | Счёт | Результат | Турнир            |
| --------------- | --------------------- | -------- | ---- | --------- | ----------------- |
| 29 октября 1979 | Лэнсдаун Роуд, Дублин | США      | 3-2  | 3–2       | Товарищеский матч |